# Radostyán, Borsod-Abaúj-Zemplén
Radostyán este un sat în districtul Miskolc, județul Borsod-Abaúj-Zemplén, Ungaria, având o populație de 634 de locuitori (2011). 

## Demografie
Componența etnică a satului Radostyán
     Maghiari (98,9%)
     Romi (1,1%)
Componența confesională a satului Radostyán
     Reformați (49,21%)
     Fără religie (13,88%)
     Romano-catolici (10,41%)
     Necunoscută (25,55%)
     Greco-catolici (0,95%)
     Alte religii (3,63%)
Conform recensământului din 2011, satul Radostyán avea 634 de locuitori. Din punct de vedere etnic, majoritatea locuitorilor (98,9%) erau maghiari, cu o minoritate de romi (1,1%). Nu există o religie majoritară, locuitorii fiind reformați (49,21%), persoane fără religie (13,88%) și romano-catolici (10,41%). Pentru 25,55% din locuitori nu este cunoscută apartenența confesională.